# Maître d'Antoine Rolin
Le Maître d'Antoine Rolin désigne par convention un enlumineur actif dans le comté de Hainaut entre 1490 et 1520. Il doit son nom à deux manuscrits qu'il a enluminé pour le grand Bailli du Hainaut Antoine Rolin.

## Éléments biographiques
L'artiste anonyme est actif dans le comté de Hainaut à partir de 1490 selon les manuscrits qui lui sont attribués. Selon la provenance de ces manuscrits ou de leurs commanditaires, il pourrait avoir été installé à Mons ou encore à Valenciennes, là où a travaillé également l'enlumineur Simon Marmion. Il travaille à plusieurs reprises pour plusieurs grands notables du Hainaut : outre Antoine Rolin, Pierre de Hennain, seigneur de Boussu et sa femme Isabelle de Lallaing. 

## Style
Son style est imprégné des modèles de Simon Marmion. Il se distingue par des paysages larges aux reliefs faiblement marqués et aux couleurs douces et lumineuses, utilisant notamment le vert pomme. Le sol occupe généralement les deux tiers de l'image et est marqué par des buissons ronds. La forme de ses nuages est parfaitement reconnaissable et vaut presque signature, jusqu'à être adoptée par ses collaborateurs. Ses personnages  sont dotés de costumes aux couleurs vives, rehaussées de hachures d'or, avec drapés dotés de plis en forme de boite. Contrairement à son maître Marmion, il est limité dans le rendu de la taille de ses personnages en perspective. Ses personnages masculins ont fréquemment la tête démesurément grande et penchée tandis que les femmes ont une posture déhanchée, avec une tête ovale et des cheveux bouclés. 

## Manuscrits attribués

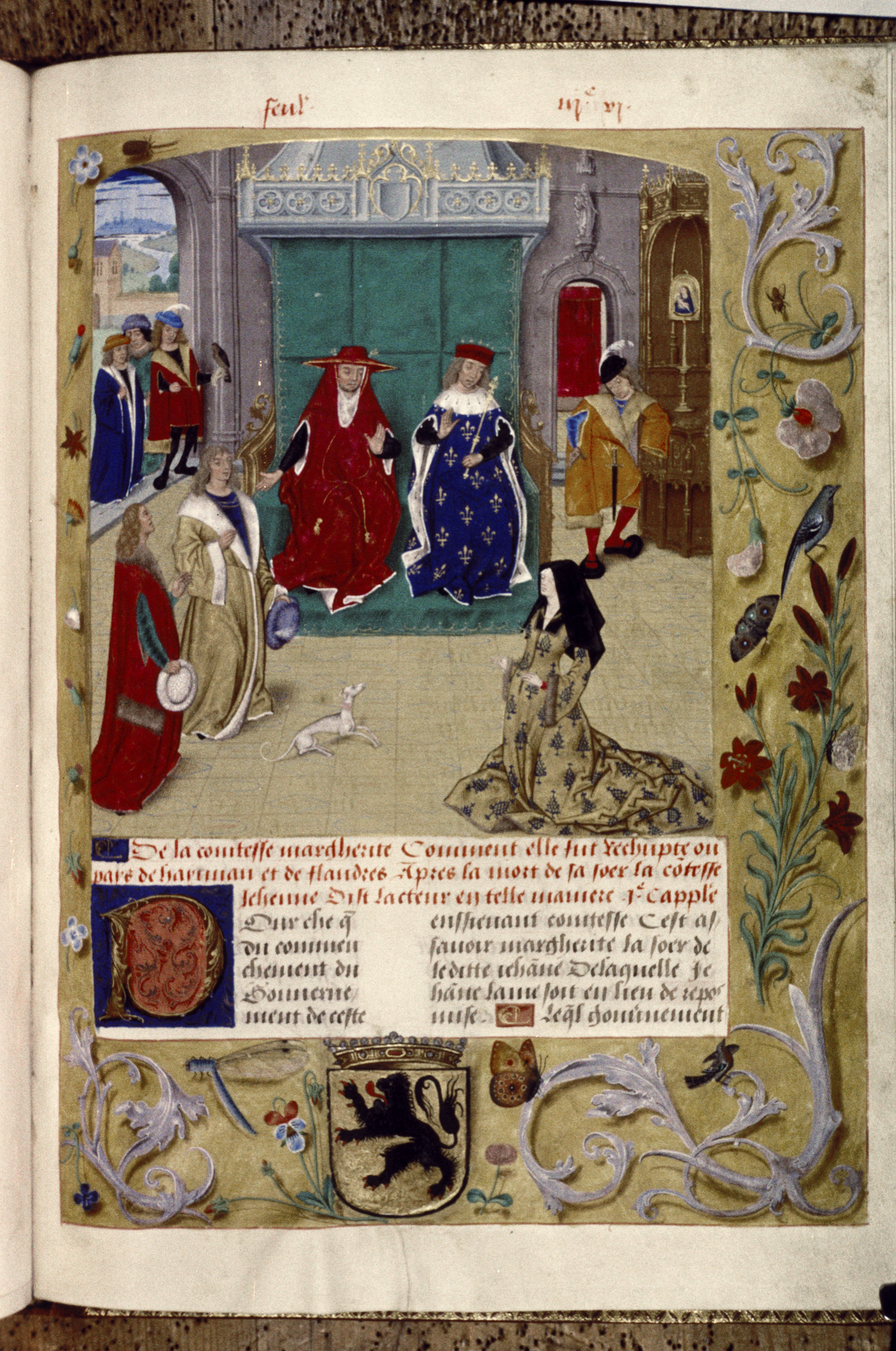
Annales du Hainaut, Bodleian Library, Douce 205, f.28r.

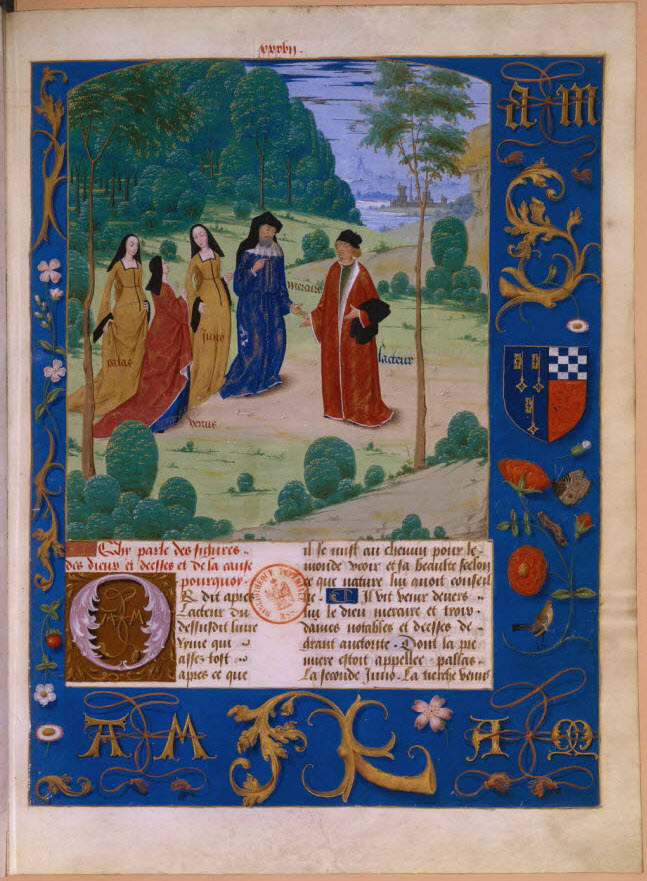
Livre des échecs moralisés, f.37.

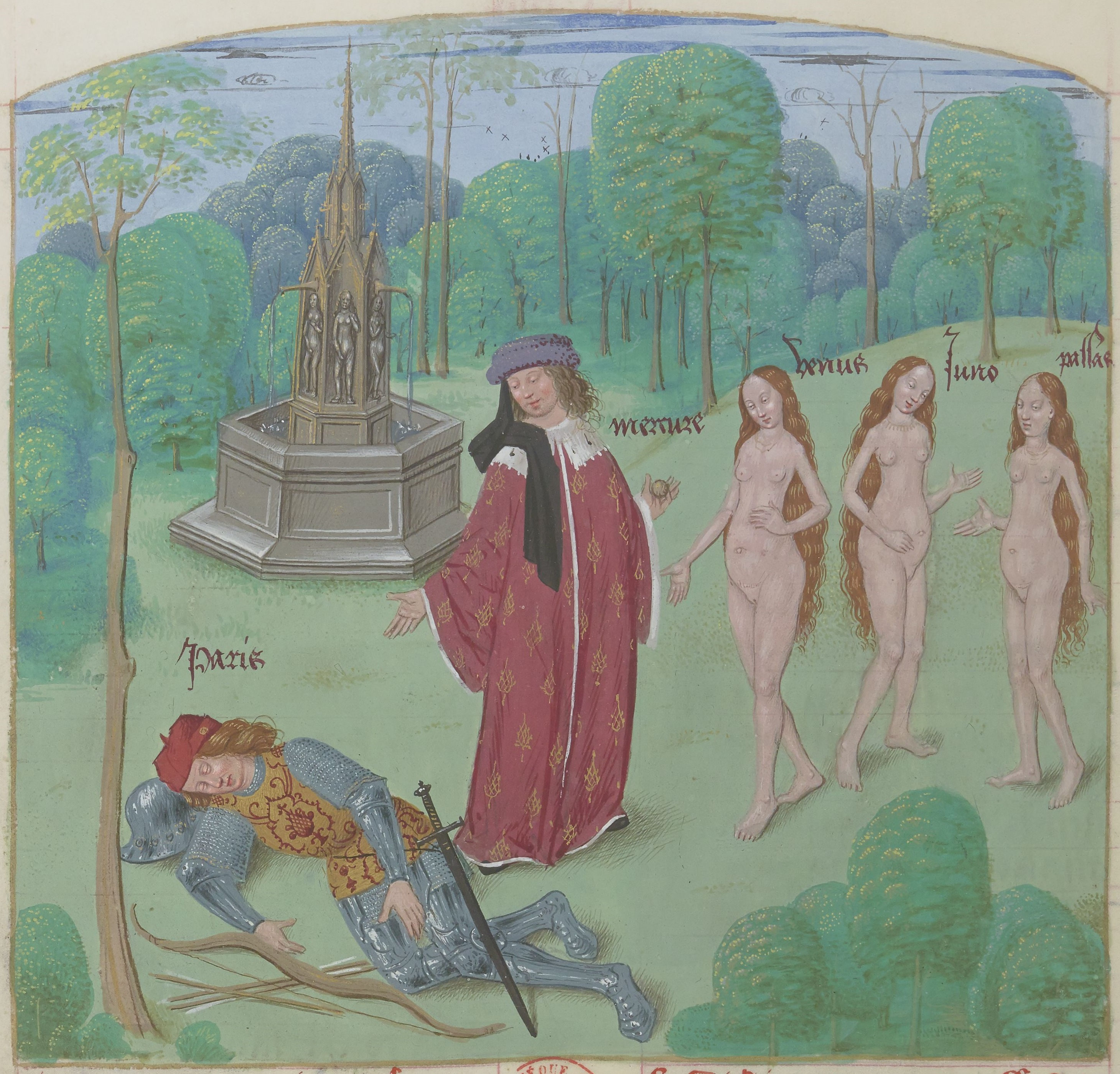
Le jugement de Paris dans Le Recueil des histoires de Troies, f.214v.

L'artiste anonyme a été repéré pour la première fois par Otto Pächt en 1953 qui lui attribue quatre manuscrits. Son corpus a été considérablement élargi par Anne-Marie Légaré.

### Manuscrits historiques et littéraires
- Le pèlerinage de la vie humaine de Guillaume de Digulleville, 9 grandes et 112 petites miniatures, Bibliothèque de Genève, Fr.182[4]
- Annales du Hainaut de Jacques de Guise traduites par Jean Wauquelin, manuscrit pour Antoine Rolin et sa femme, fragmentaires, 8 grandes et 1 petite miniatures, Bodleian Library, Oxford, Douce 205[5]
- Annales du Hainaut pour un membre de la famille Berlaimont, en 4 tomes, 9 miniatures dont 5 de la main du maître, vers 1490, Bodleian Library, MS. Holkham misc. 50-3[6]
- Le Livre des échecs amoureux moralisésd'Évrard de Conty, pour Antoine Rolin et sa femme, Bibliothèque nationale de France, Fr.9197[7]
- Roman de la rose, moralisé et translaté de rime prose par Jean Molinet, Bibliothèque royale (Pays-Bas), La Haye, Ms. 128 C 5[8]
- Allégorie de l'homme raisonnable et de l'entendement humain, destiné à Marguerite d'Autriche, 5 grandes et 6 petites miniatures, BNF, Fr.12550[9],[10]
- Le Recueil des histoires de Troies par Raoul Lefèvre, pour Antoine Rolin et Marie d'Ailly, 1495, 9 grandes et 117 petites miniatures, BNF, Fr.22552[11]

### Livres d'heures
- Livres d'heures à l'usage de Rome, avec un calendrier à l'usage de Cambrai, vers 1490-1500, Walters Art Museum, Baltimore, W.431[12]
- Livre d'heures à l'usage de Rome, avec un calendrier à l'usage de Cambrai, Bibliothèque royale (Pays-Bas), Ms.76F16[13]
- Livre d'heures à l'usage de Rome, avec un calendrier à l'usage de Cambrai, Bibliothèque de Cambrai, Ms.107[14]
- Heures à l'usage de Cambrai, Bibliothèque royale (Danemark), Copenhague, Ms.Thott 542 4°[15]
- Heures à l'usage de Cambrai, Bibliothèque universitaire Johann Christian Senckenberg, Francfort Ms. lat.oct 107.
- Heures de Pierre de Hennain, seigneur de Boussu, à destination de sa femme Isabelle de Lallaing, à l'usage de Cambrai[16],[17], vers 1490, 26 grandes et 38 petites miniatures, Bibliothèque de l'Arsenal, Ms.1185[18]
- Livre d'heures, 6 grandes et 22 petites miniatures (par un assistant ?), Houston Public Library (en), Finnigan Collection, Ms De Ricci 6
- Livre de prières, 2 grandes miniatures, Bayerische Staatsbibliothek, Munich, Clm 23240[19]
- Livre d'heures à l'usage de Thérouanne et de Cambrai, vers 1490-1500, 11 grandes et 22 petits miniatures (par un collaborateur ?), Morgan Library and Museum, M.1053[20]
- Livre d'heures à l'usage de Rome, avec un calendrier à l'usage de Cambrai, 12 grandes miniatures dont 5 de la main du maître, Bibliothèque royale (Suède), Stockholm, Ms.A233
- * Livres d'heures à l'usage de Rome, 12 grandes et 6 petites miniatures, Württembergische Landesbibliothek, Stuttgart, Cod.Brev.3